# Bump of Chicken
I Bump of Chicken (バンプ・オブ・チキン?, Banpu obu Chikin) sono un gruppo musicale rock giapponese attivo dal 1994 e originario di Sakura.

## Formazione
- Motoo Fujiwara (藤原基央?) - chitarra, voce
- Hiroaki Masukawa (増川弘明?) - chitarra
- Yoshifumi Naoi (直井由文?) - basso
- Hideo Masu (升秀夫?) - batteria

## Discografia

### Album in studio
- 1999 - Flame Vein
- 2000 - The Living Dead
- 2002 - Jupiter
- 2004 - Yggdrasil
- 2007 - Orbital Period
- 2010 - Cosmonaut
- 2014 - Ray

### Altri album
- 2004 - Flame Vein +1
- 2004 - The Living Dead (riedito)
- 2006 - Song for Tales of the Abyss
- 2008 - Present from You (raccolta)
- 2013 - Bump of Chicken I <1999-2004>
- 2013 - Bump of Chicken II <2005-2010>